# Landman (televisieserie)
Landman is een Amerikaanse dramaserie, gemaakt door Taylor Sheridan, over een tussenpersoon in de oliewinningsindustrie.

## Verhaal
Landman speelt zich af in het westen van Texas. Tommy Norris, gespeeld door Billy Bob Thornton, is een 'landman', een tussenpersoon en manusje-van-alles in de  boomende Texaanse oliewinningsindustrie, werkend voor miljardairs, die op zoek naar winst het klimaat, de economie en de geopolitieke realiteit transformeren. 

## Rolverdeling (selectie)
- Billy Bob Thornton als Tommy Norris, tussenpersoon voor Monty Millers oliewinningsbedrijf
- Ali Larter als Angela Norris, Tommy's ex-vrouw en moeder van hun kinderen Cooper en Ainsley
- Jacob Lofland als Cooper Norris, Tommy en Angela's zoon en Ainsley's broer
- Michelle Randolph als Ainsley Norris, Tommy en Angela's dochter en Coopers zuster
- Paulina Chávez als Ariana Medina, Elvio's vrouw
- Kayla Wallace als Rebecca Falcone, advocate
- Mark Collie als Walt Joeberg, sheriff
- James Jordan als Dale Bradley, technieker
- Demi Moore als Cami Miller, Monty's vrouw en Tommy's vriend
- Jon Hamm als Monty Miller, Cami's echtgenoot en oliemagnaat

## Productie en uitzending
De serie is gebaseerd op de podcast Boomtown en werd gefilmd tijdens de eerste helft van 2024 in en rond Fort Worth. De eerste aflevering werd op 17 november 2024 uitgezonden door Paramount+. De productie van een tweede seizoen zou zijn goedgekeurd.

## Onderscheidingen
| Jaar | Prijs               | Categorie                   | Genomineerd        | Resultaat   | Referentie |
| ---- | ------------------- | --------------------------- | ------------------ | ----------- | ---------- |
| 2024 | Satellite Awards    | Beste acteur televisiedrama | Billy Bob Thornton | Genomineerd | [ 3 ]      |
| 2025 | Golden Globe Awards | Beste acteur televisiedrame | Billy Bob Thornton | Genomineerd | [ 4 ]      |